# 아동 유기
아동유기는, 아동(만 18세 미만)을 집 밖으로 내쫓는 등 강제로 유기시키는 것이다.
대한민국에서는 형법 제 62조 제 1항에 따라, 아동 관련 기업에 2년간 취업하지 못하게 하며, 아동학대범죄의 처벌 등에 관한 강의를 60시간 동안 수강하게 한다.